# Giacca maoista

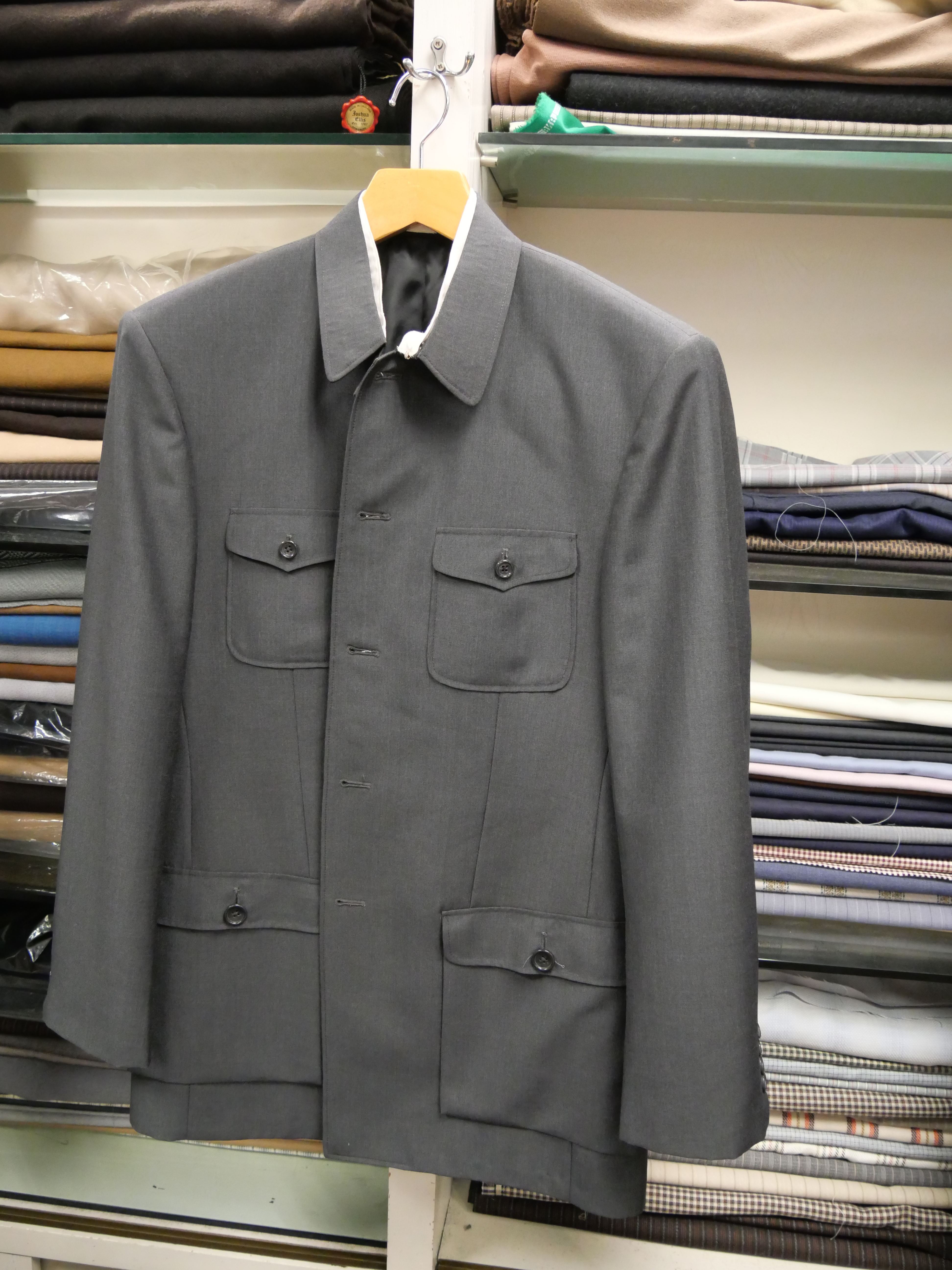
Giacca maoista in vendita ad Hong Kong

Con giacca maoista si intende quella che in Cina è nota letteralmente come giacca di Zhongshang (中山裝T, 中山装S, Zhōngshān zhuāngP), in riferimento al leader rivoluzionario Sun Zhongshang, più conosciuto nella storiografia occidentale come Sun Yat-sen.
Fu, infatti, con l'instaurarsi della Repubblica che in Cina, presso l'Accademia militare di Whampoa, si cominciarono a utilizzare le giacche maoiste su imitazione delle giacche dei cadetti delle accademie militari di Prussia.
Una volta divenuta sinonimo di occidentalizzazione e progresso, la giacca conobbe un'enorme diffusione, fino a essere il vestito di gran lunga egemone nel periodo della rivoluzione culturale.
La giacca presenta quattro tasche con copritasca a bottone e una fessura sul taschino superiore sinistro per la penna. 
I colori più comuni erano il blu e il verde, ma ne esistevano anche in grigio e beige. 
Ebbe una certa diffusione anche in Europa e in Unione Sovietica durante gli anni Trenta.

## Galleria d'immagini

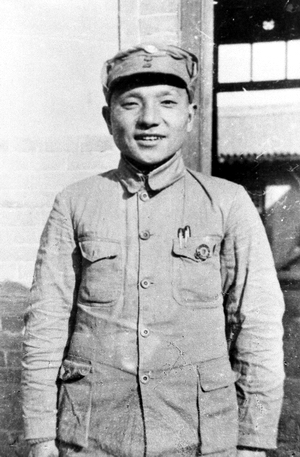
Deng Xiaoping (1937)
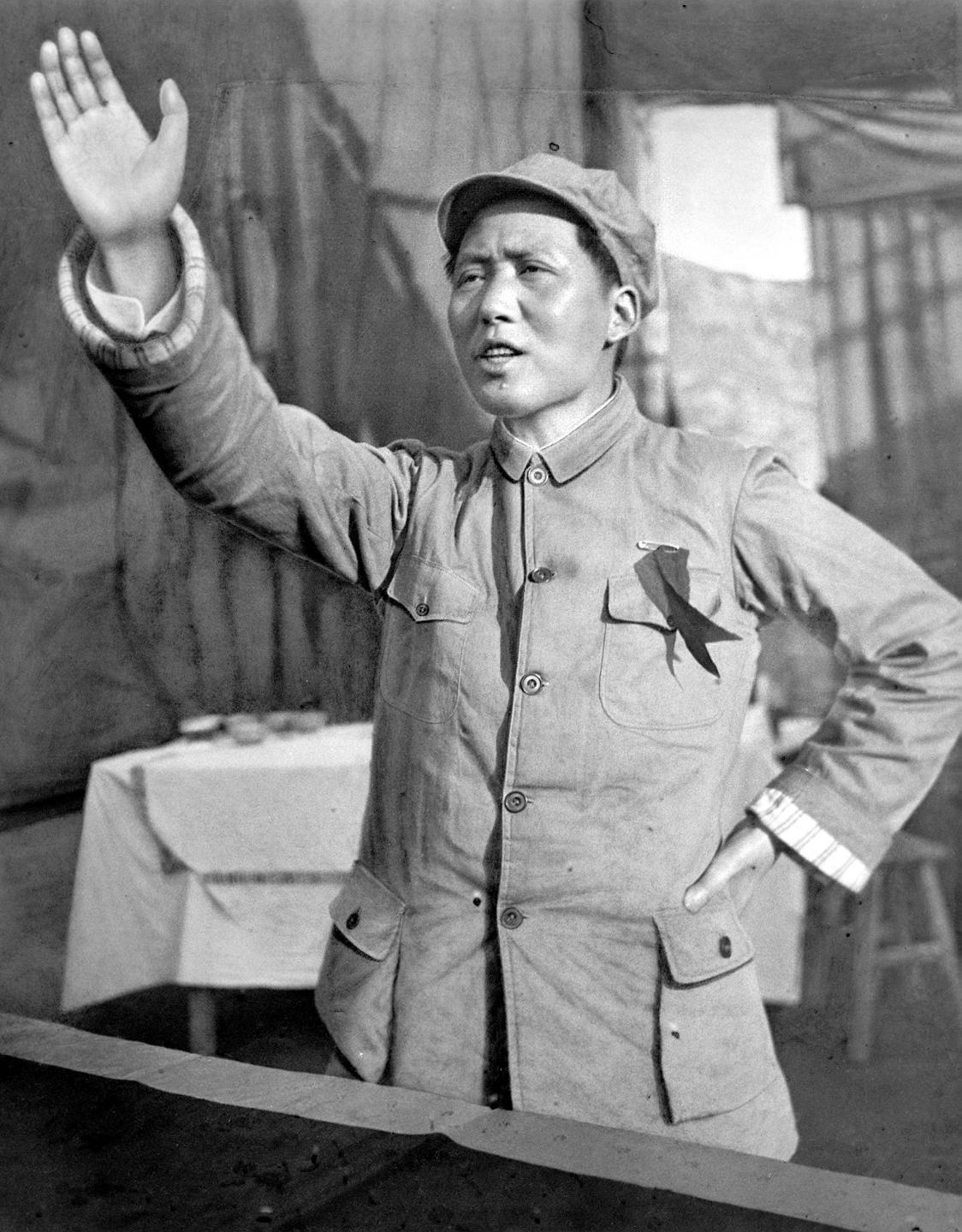
Mao Zedong (1939)
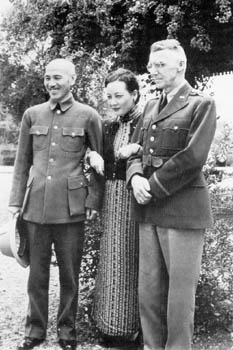
Chiang Kai-shek
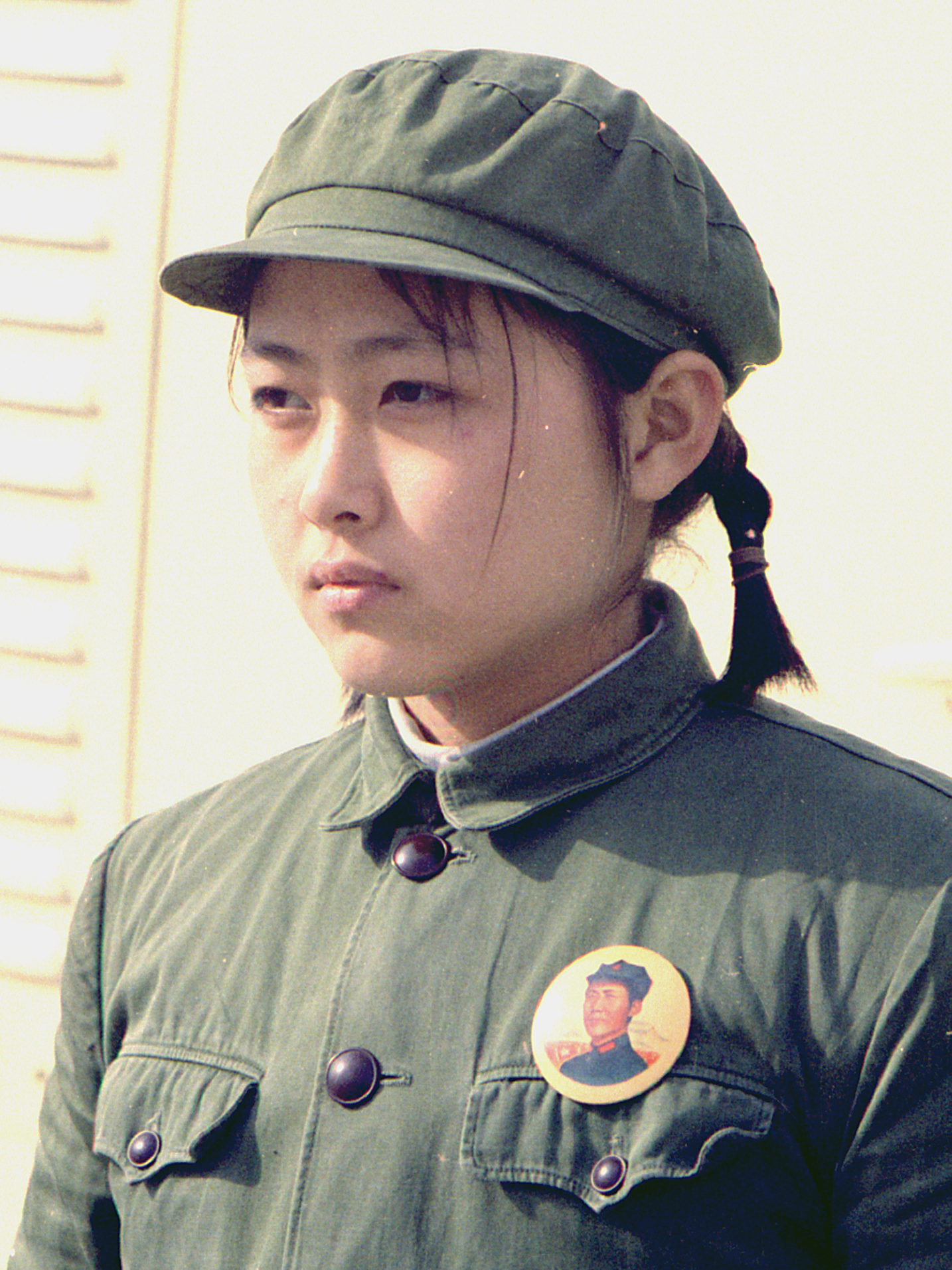
Giovane ragazza attende in aeroporto l'arrivo di Nixon a Pechino (1972)